# Stroove Souterrain
Stroove Souterrain liegt an der Cavanagh Farm, 0,4 km nördlich des Dorfes Stroove (auch Shrove) in der Moville area im County Donegal, an der Nordostküste der Halbinsel Inishowen, in der Nähe des Inishowen Head. Das für die Nordregion Irlands typische, so genannte (rock-cut) Souterrain, wurde 1918 in der Mitte eines Feldes auf einer ebenen Strecke im ansonsten ansteigenden Gelände beim Pflügen entdeckt. Die Spuren von Werkzeugen sind auf den Felswänden zu erkennen. Bei der späteren Ausgrabung stand im mittleren Teil der Anlage 0,3 m Wasser. Die Hochwassermarke ist im Abschnitt E zu sehen. Bei Souterrains wird zwischen „earth-cut“, „rock-cut“, „mixed“, „stone built“ und „wooden“ (z. B. Coolcran, County Fermanagh) Souterrains unterschieden. 

## Der Einstieg
Die senkrechte Einstiegsöffnung (der heutigen Zugang) wurde erst später gefunden. Der Zugang (Schaft A), um den in der Feldebene ein Schutzwall angelegt wurde, ist etwa 2,5 m tief und hat 1,25 bis 1,55 m Durchmesser. 

## Gänge und Kammer
Der Gang E nordöstlich vom Zugang ist 1,25 m breit und bis zu 1,25 m hoch. Nach etwa 3,8 m befindet sich links, in etwa 1,5 m Höhe, der schmale, etwa quadratische (0,6 m) Durchgang G, der in nordwestlicher Richtung schräg nach oben führt. 
Der anschließende leicht ansteigende Nordwest-Gang ist etwa 4,4 m lang, 1,25 bis 1,55 m breit und 0,9 m bis 1,25 m hoch. Am Gangende, in der Nähe des zufällig gefundenen Zugangs gab es eine Feuerstelle. Reste von Holzkohle, ein Stück Feuerstein, Knochenfragmente (möglicherweise jüngeren Datums) und ein Tierzahn wurden gefunden. Der Nordwestgang biegt am Ende nach Norden ab und hat ein 1,9 m hohes Kraggewölbe mit einem Schlussstein. 
Der Gang S (vom Schaft A aus in südöstlicher Richtung) ist etwa 3,8 m lang, 0,9 bis 1,25 m hoch 0,9 bis 1,35 m breit. Deutlicher als in jedem anderen Teil des Souterrains sind hier die Markierungen durch Werkzeuge zu sehen. 
Die Kammer W (südwestlich des Schaft A) wird durch einen etwa 0,9 m hohen und 0,75 m breiten Zugang erschlossen. Die Kammer ist rund, hat etwa 1,9 m Durchmesser und ist nur 0,75 bis 1,25 m hoch. Eine kleine Öffnung von 0,4 × 0,4 m, 0,3 m über dem Boden liegend verbindet sie mit dem Gang S. 
Alle Böden (außer in der Nordwestecke) sind flach und mit Steinen bedeckt, von denen einige erst kürzlich vom Dach und aus den Wänden gefallen sind. Der Bauer glaubt, dass das Souterrain ausgedehnter ist. In der Nähe der versehentlichen Öffnung scheint es eine beabsichtigte Sperre zu geben. Er fand auch den Shaft A verfüllt vor, als er das Souterrain erstmals beging. Auch die Verbindungen zwischen den Gängen E und S und der Kammern W waren verstopft. 

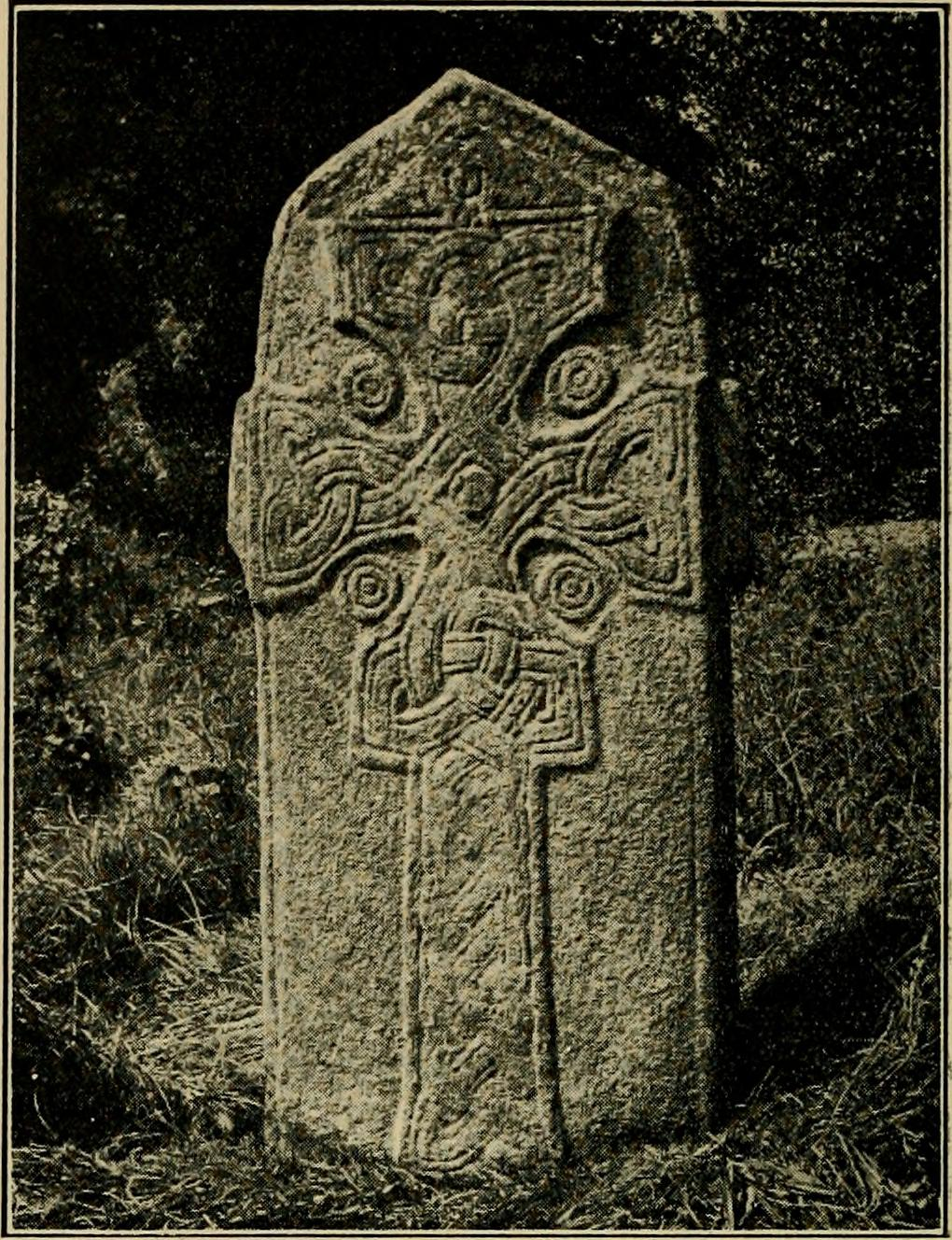
Kreuzplatte

In der Nähe hat der Landwirt eine kleine mit einer Platte bedeckte Steinkiste gefunden, in der Knochen lagen. Am Strand befinden sich eine Kreuzplatte und eine Heilige Quelle.